# 타이스 아라우주
타이스 아라우주(Taís Araújo, 1978년 11월 25일 ~ )는 브라질의 배우이다. 아프리카, 포르투갈, 오스트리아 혈통을 갖고 있다.